# Pseudotristria
Pseudotristria är ett släkte av insekter. Pseudotristria ingår i familjen gräshoppor.
Kladogram enligt Catalogue of Life:
| Pseudotristria | \| \| Pseudotristria cylindrica \| \| \| \| \| \| Pseudotristria isabelleae \| \| \| \| \| \| Pseudotristria manicae \| \| \| \| |
|                | \| \| Pseudotristria cylindrica \| \| \| \| \| \| Pseudotristria isabelleae \| \| \| \| \| \| Pseudotristria manicae \| \| \| \| |
|                | Pseudotristria cylindrica |
|                | |
|                | Pseudotristria isabelleae |
|                | |
|                | Pseudotristria manicae |
|                | |